# Maria Domenica Mazzarello
Santa Maria Mazzarello (9 de maio de 1837 - 14 de maio de 1881) foi a fundadora italiana das Irmãs Salesianas.

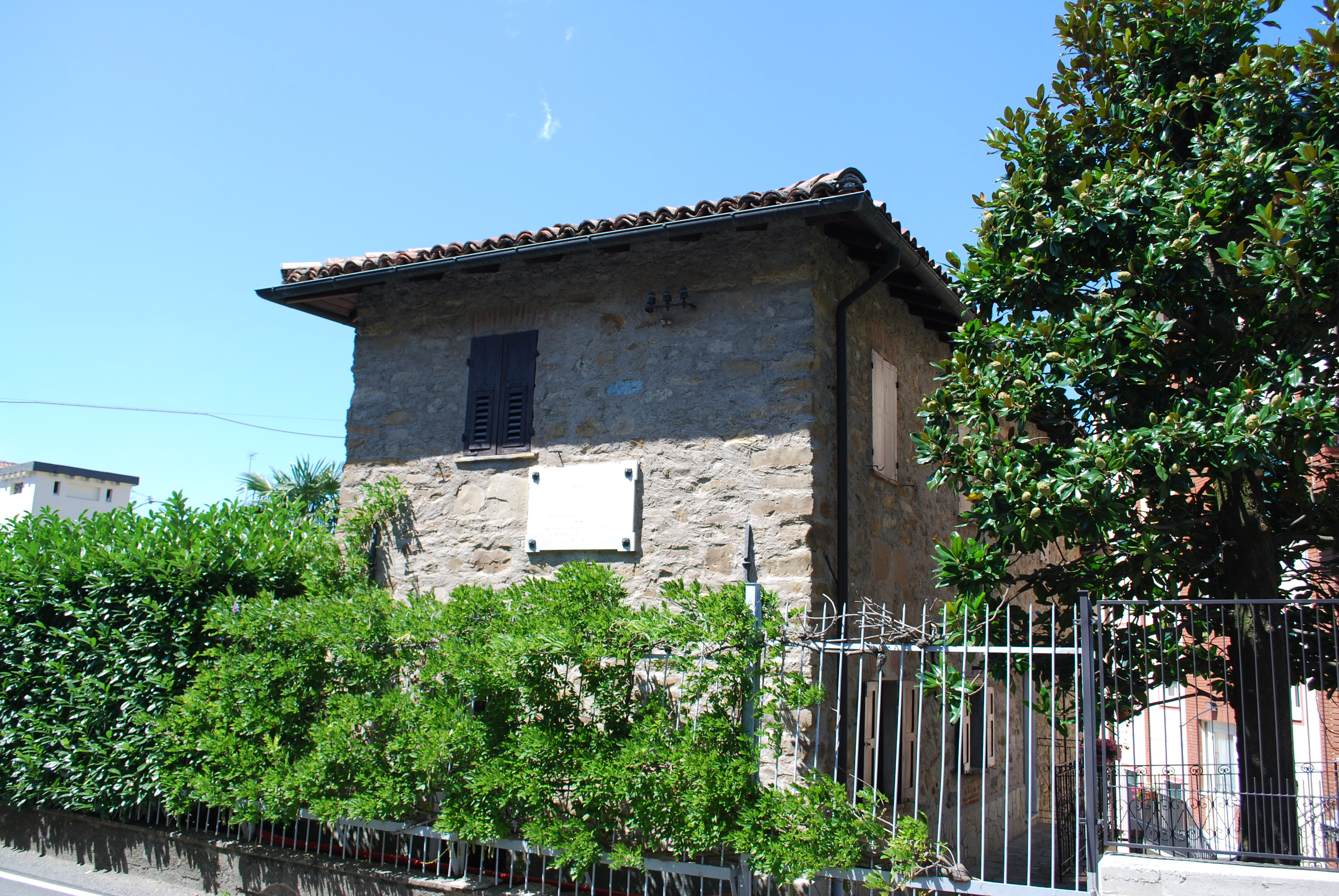
Mazzarelli, o lugar onde Maria Mazzarello nasceu

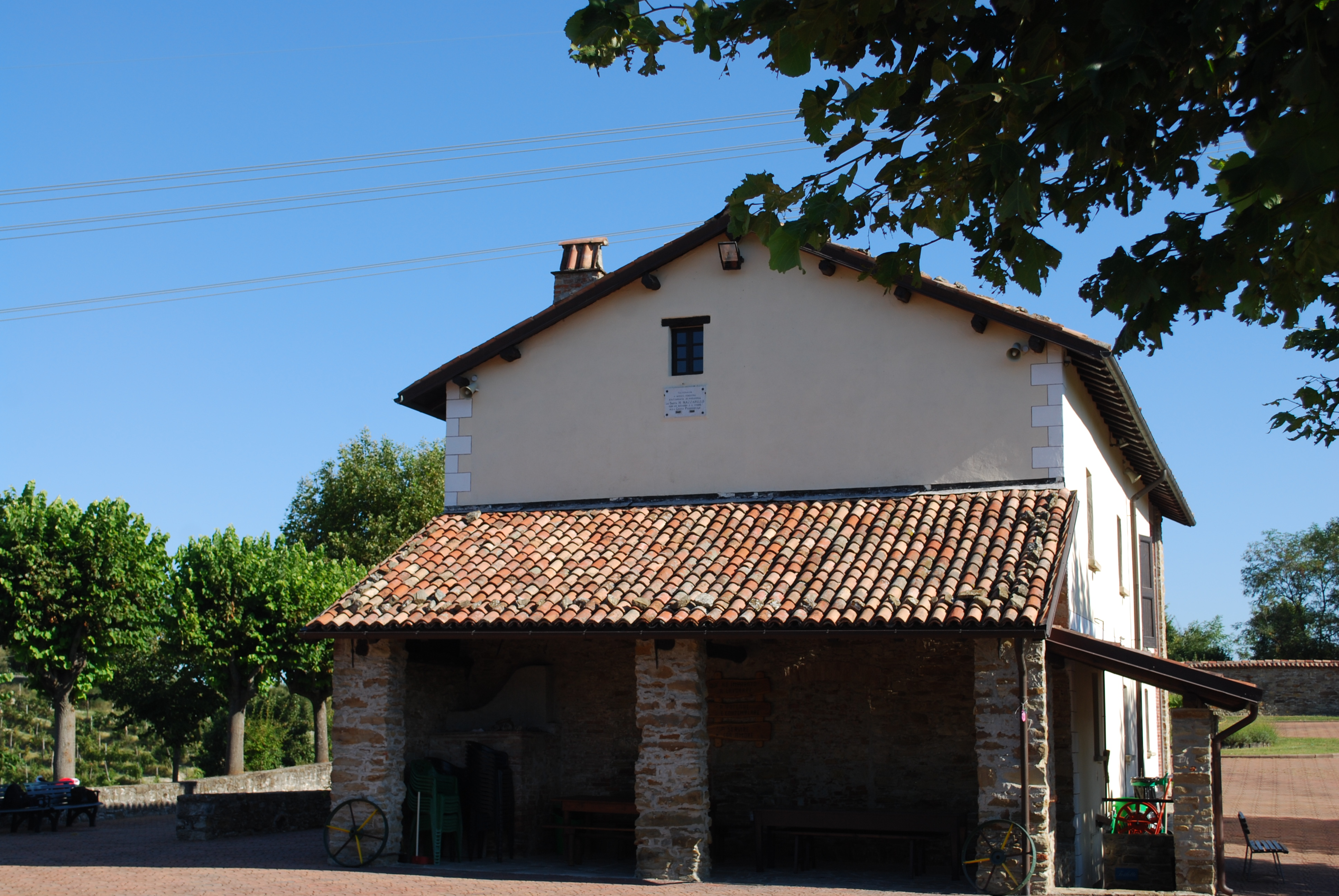
Valponasca, o lugar onde Maria Mazzarello passou a infância

## Vida
Ela nasceu em Mornese, na atual província de Alessandria, norte da Itália, em uma família de camponeses que trabalhava em uma vinha. Ela era a mais velha dos dez filhos de Jose e Maddalena Calcagno Mazzarelli. Aos quinze anos ingressou na Associação das Filhas de Maria Imaculada, dirigida pelo seu pároco, Padre Domenico Pestarino; foi um precursor da fundação das Irmãs Salesianas.
As Filhas eram conhecidas por suas obras de caridade e Maria logo se destacou por seu bom senso, dedicação, alegria e amor pelos jovens. Aonde quer que ela fosse, as crianças da aldeia eram atraídas por ela como um ímã, ansiosas por ouvir suas histórias ou por fazer-lhe uma série de perguntas sobre a fé cristã.
Quando ela tinha 23 anos, uma epidemia de febre tifóide atingiu Mornese e os moradores começaram a morrer rapidamente. Logo, seu tio e sua tia adoeceram e Maria se ofereceu para cuidar deles e de seus muitos filhos. Depois de uma semana, eles foram curados, mas quando ela voltou para casa, a própria Maria adoeceu com febre tifóide. Ela recebeu os últimos ritos da Igreja e se recuperou, mas a doença a deixou fraca. A força que antes a sustentava nos campos não existia mais. Maria agora estava magra e frágil; uma casca de seu eu outrora robusto.
Sua praticidade a levou a encontrar outros meios de se sustentar, então ela fez um aprendizado como costureira na cidade e trabalhou diligentemente no ofício. Como João Bosco, as habilidades que aprendeu na juventude, ela mais tarde pôde transmitir aos que viriam depois dela. Depois de se recuperar da doença, no mês de outubro, Maria estava passeando em sua aldeia e de repente ficou surpresa ao ver à sua frente um grande edifício com um pátio e muitas meninas brincando e rindo. Uma voz disse a ela: "Eu as confio a você."
Ao mesmo tempo, São João Bosco vive uma experiência semelhante, quando lhe mostra um grupo de meninas abandonadas em um pátio. A mesma voz disse-lhe: “Estas são minhas filhas; cuide deles." Maria se tornaria co-fundadora de uma ordem religiosa para cuidar das meninas, assim como o padre salesiano e os irmãos cuidavam dos meninos.
A educação das meninas era uma necessidade particular no século XIX, e Maria decidiu se dedicar a esse trabalho. Hosts de camponesas do interior ou serventes, operárias e vendedoras ambulantes encheram as ruas da cidade; e todos eles corriam risco de prostituição juvenil. Ela desejava educá-los e ensiná-los um ofício, para salvá-los dos perigos da vida nas ruas. Ela convenceu algumas de suas amigas a se juntarem a ela neste projeto. Quinze jovens agora compunham as Filhas de Maria Imaculada. O Pe. Pestarino dedicou-se a prepará-los para a vida espiritual e conseguiu arranjar um lugar para alguns deles viverem em comunidade; assim foi o início da vida religiosa em Mornese. As Filhas acolheram algumas meninas e as abrigaram, educando-as na fé e transmitindo-lhes seus conhecimentos de confecção de roupas.
Dom Bosco soube das Filhas pelo Pe. Pestarino, ele próprio a formar-se salesiano de Dom Bosco com o santo. Considerando a sua visão das jovens, Dom Bosco decidiu encontrá-las. Foi a Mornese com o pretexto de angariar fundos para o seu Oratório, mas a sua verdadeira intenção era investigar a possibilidade de fundar uma contraparte feminina das Irmãs Salesianas das Filhas de Maria Imaculada.

## Instituto das Filhas de Maria Auxiliadora

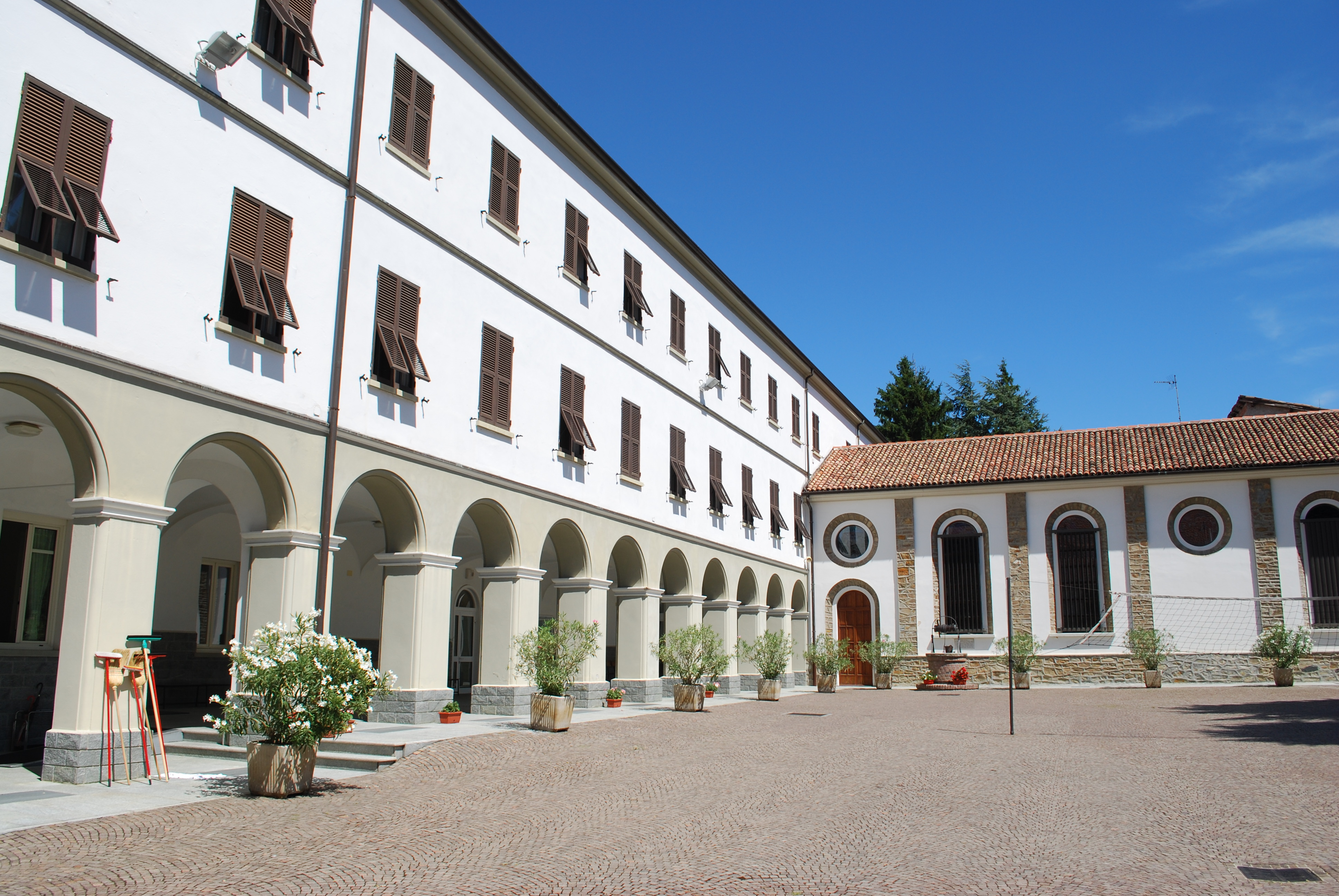
Collegio, a primeira comunidade das Filhas de Maria Auxiliadora

Em 1867, depois de se encontrar com elas e receber a resposta entusiástica das Filhas à sua proposta, Dom Bosco traçou sua primeira regra de vida. Fonte do bom espírito, do humor, do otimismo e da caridade da comunidade, Maria Mazzarello foi uma escolha natural como primeira superiora, embora tenha feito tudo o que pôde para não aceitar o título. Por fim, a obediência venceu e ela foi a primeira mãe da jovem comunidade aos trinta anos.
Depois de muita formação, lutas, conselhos bem intencionados mas mal orientados de outros e dificuldades com os habitantes da cidade (cuja escola para meninos, para a qual arrecadaram dinheiro e construíram, foi entregue às Filhas para o trabalho de Dom Bosco), o dia de sua profissão chegou. As quinze jovens, lideradas por Maria Mazzarello, fizeram os votos religiosos na presença do Bispo de Acqui, de seu pai espiritual Dom Bosco e do Pe. Pestarino. 31 de julho de 1872 foi o aniversário da nova família religiosa.
Aos trinta e cinco anos, vestida como hábito, ela era agora Irmã Maria Mazzarello. Ela e as outras quatorze irmãs religiosas recém-professas formaram a nova ordem. As Filhas de Maria Auxiliadora foram fundadas oficialmente. Maria foi convidada por Dom Bosco a desempenhar temporariamente o papel de superiora até que ele pudesse convocar um conselho de irmãs para uma eleição.
Como ramo feminino da família religiosa salesiana, as Filhas de Maria Auxiliadora procuraram fazer pelas meninas o que os padres e irmãos faziam em Turim pelos meninos. Trouxeram para o seu ministério o gênio feminino particular que se presta tão bem a nutrir, ensinar e encorajar os jovens no caminho da salvação e do crescimento pessoal; eles se tornaram muito amados pelos habitantes da cidade.
Depois de eleita Madre Geral das Irmãs Salesianas, Maria Mazzarello sentiu que era importante que ela e as outras Irmãs tivessem um bom conhecimento de leitura e escrita; era uma habilidade que muitos deles nunca tiveram oportunidade de adquirir.
Sua dedicação às irmãs não se limitava apenas ao desenvolvimento intelectual. Em todos os sentidos foi uma mãe atenciosa, por isso ainda hoje é carinhosamente chamada de “Madre Mazzarello” pelas Irmãs Salesianas. Quando várias irmãs estavam indo para as missões da América do Sul, ela as acompanhou até o porto de escala em Gênova, Itália, e depois pegou um barco para a França para visitar as irmãs de lá.
Em Marselha, o navio deles quebrou e teve que ser consertado. Todos os passageiros foram obrigados a desembarcar enquanto o cais estava seco. Embora as Irmãs tivessem sido informadas de que haviam sido preparados alojamentos para elas, houve uma confusão e elas ficaram sem camas para dormir. Madre Mazzarello não era de se deixar desanimar por acontecimentos como esse, então pegou os lençóis que trouxeram, recheou-os de palha e fez camas improvisadas para todos. Depois de uma péssima noite de sono, todos acordaram, mas Madre Mazzarello não conseguia se levantar. Uma febre estava devastando seu corpo e ela sentia dores terríveis. Na manhã seguinte, mais preocupada em preocupar seus já exaustos companheiros, ela conseguiu se levantar, despedir-se dos missionários e, em seguida, viajar com suas irmãs restantes para sua casa e orfanato em Saint-Cyr.

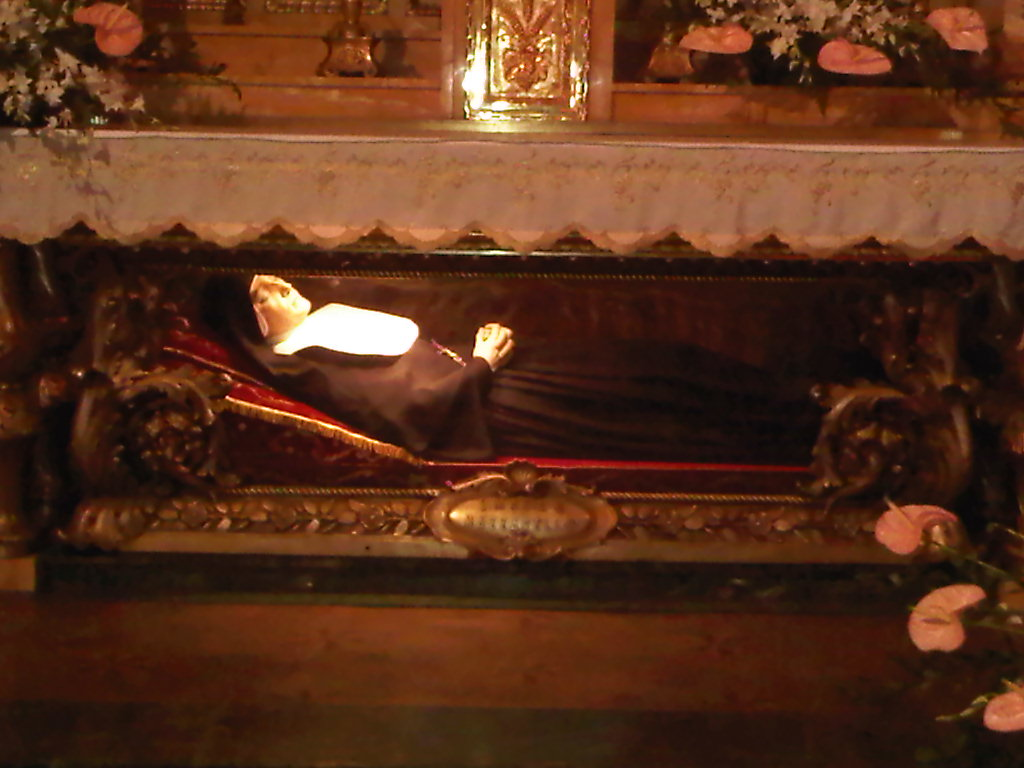
Na Basílica de Nossa Senhora Auxiliadora, Torino

## Morte
Uma vez em Saint-Cyr, ela desmaiou e ficou 40 dias de cama. O diagnóstico foi pleurisia. Eventualmente, ela voltou para a Itália, embora o médico lhe disse para não fazê-lo. Ela disse que queria morrer em sua própria comunidade. Ela fez sua jornada de volta em etapas, pois não queria se esforçar muito; ela estava dolorosamente ciente de sua condição delicada. Felizmente em uma de suas paradas Dom Bosco estava perto e eles puderam se encontrar pela última vez.
No início de abril, Maria voltou a Mornese. Seu ar nativo a fortaleceu e como ela se sentia mais forte, ela insistiu em manter a programação da comunidade e fazer seu trabalho normal. Infelizmente, foi demais para ela e ela teve uma recaída. Perto do final de abril, parecia que a morte se aproximava. Finalmente, na madrugada de 14 de maio de 1881, Madre Mazzarello começou sua agonia de morte. Depois de receber as últimas cerimônias, ela voltou sua atenção para aqueles ao seu redor e sussurrou fracamente, "Adeus. Eu estou indo agora. Eu vou ver vocês no céu. " Pouco depois, ela morreu com quarenta e quatro anos.

Ela foi beatificada em 20 de novembro de 1938 e canonizada em 24 de junho de 1951. Seu corpo incorrupto é venerado na Basílica de Nossa Senhora Auxiliadora, em Torino, Itália.